# Your Arsenal
Your Arsenal è il terzo album in studio del cantante inglese Morrissey.
Pubblicato il 27 luglio del 1992 dalla HMV Records in Inghilterra e dalla EMI in Italia, il disco raggiunse la posizione numero 4 della Official Albums Chart.
Venne anche indicato come uno dei migliori 50 album dell'anno dalla rivista inglese Q, oltre che guadagnare una nomination ai Grammy Award nella categoria Best Alternative Music Album.

## Realizzazione
Prodotto da Mick Ronson (che poi morì tragicamente, meno di un anno dopo l'uscita dell'album), il disco è considerato da fan e critica come uno dei più riusciti dell'ex Smiths e rappresenta un chiaro cambiamento di direzione musicale nella carriera di Morrissey. Il bivio, tra il suo passato e il futuro, è chiaramente in questo album: più duro, più veloce e con melodie che non si richiamano più al pop rock degli esordi, ma piuttosto a un'attitudine più punk rock e rockabilly, con l'inserimento di alcuni elementi tipici del suono Indie rock. Un nuovo approccio alle composizioni che contribuirà in maniera determinante anche a rivitalizzare la sua carriera artistica.
Gran parte di questo rinnovamento è decisamente imputabile alla nuova band: reclutata per le prove del disco stesso e il cui nucleo principale, rimasto poi stabile fino al 2011, comprende il bassista Gary Day e soprattutto Alain Whyte e Boz Boorer, due musicisti provenienti dalla scena rockabilly britannica e coautori, da Your Arsenal in poi, di gran parte dei lavori del cantante.
Come spesso è successo, sia nel corso della sua carriera solista che nel periodo degli Smiths, anche in questo disco, alcuni testi dei brani di Morrissey scatenarono tutta una serie di polemiche, perlopiù suscitate dalla rivista New Musical Express che rivolse al cantante accuse di anti-americanismo (per Glamorous Glue), di difesa del teppismo negli stadi (We'll Let You Know) e soprattutto di razzismo, nazionalismo e glorificazione del Fronte Nazionale Britannico (gruppo di estrema destra) per l'ambigua The National Front Disco.
"Il motivo per cui si sono avventati su The National Front Disco è stato davvero perché - se così posso dire - era in realtà una canzone molto buona. E se la canzone fosse stata merda assoluta, nessuno si sarebbe curato. Sono stato fermato da molti giornalisti che, ovviamente, hanno sollevato il tema in modo accusatorio, e direi loro: per favore, ora, elencate le rime della canzone in cui si sente che sono stato razzista e pericoloso e odioso. E non potevano. Nessuno potrebbe mai, e il che mi ha infastidito." (Morrissey intervistato da Select su The National Front Disco, 1994)
"Capisco il livello di patriottismo, il livello di frustrazione e il livello di animosità. Capisco il carattere generale. Capisco la loro aggressività e capisco il motivo per cui deve essere espressa. Io non sono un hooligan da stadio. Si potrebbe essere sorpresi da questo. Ma capisco la tipologia del personaggio, davvero. Ho un computer a casa per queste cose." (Morrissey intervistato da Q su We'll Let You Know, 1992)
Il primo singolo estratto dall'album, We Hate It When Our Friends Become Successful, raggiunse la posizione numero 17 nella Official Singles Chart e la numero due nella Alternative Songs statunitense. Gli altri singoli pubblicati furono You're the One for Me, Fatty (numero 19) e Certain People I Know (numero 35).

## Copertina e titolo
Il fronte e il retro della copertina sono foto di Morrissey scattate dalla sua amica Linder Sterling, al Nassau Coliseum, durante un concerto, l'11 novembre 1991. Questi scatti sono poi apparsi anche nel libro Morrissey Shot che racconta il tour dell'album. La foto all'interno ritrae il gangster Charlie Richardson, in uno scatto del 1962, tratto dalla sua autobiografia del 1991, dal titolo My Manor.
Il titolo è un doppio gioco di parole tra Arsenal, riferimento alla squadra inglese di calcio e Your Arsenal (il tuo arsenale), inteso come dotazione sessuale, possibile riferimento alla critica musicale inglese.

## Ristampa del 2014
Il 24 febbraio del 2014, la Parlophone, ha pubblicato una riedizione rimasterizzata dell'album in versione CD, vinile e download digitale. La versione CD comprende un bonus DVD contenente la registrazione dal vivo del concerto di Morrissey allo Shoreline Amphitheatre di Mountain View, in California, del 31 ottobre 1991. Il disco raggiunse la posizione numero 49 nella Official Albums Chart.

## Tracce
1. You're Gonna Need Someone on Your Side – 3:38
2. Glamorous Glue – 4:01
3. We'll Let You Know – 5:17
4. The National Front Disco – 4:23
5. Certain People I Know – 3:11
6. We Hate It When Our Friends Become Successful – 2:29
7. You're the One for Me, Fatty – 2:58
8. Seasick, Yet Still Docked – 5:07
9. I Know It's Gonna Happen Someday – 4:20
10. Tomorrow – 4:05

### Ristampa del 2014
1. You're Gonna Need Someone on Your Side – 3:38
2. Glamorous Glue – 4:01
3. We'll Let You Know – 5:17
4. The National Front Disco – 4:23
5. Certain People I Know – 3:11
6. We Hate It When Our Friends Become Successful – 2:29
7. You're the One for Me, Fatty – 2:58
8. Seasick, Yet Still Docked – 5:07
9. I Know It's Gonna Happen Someday – 4:20
10. Tomorrow – 4:05

#### DVD Bonus tracks
1. November Spawned a Manster (live)
2. Alsatian Cousin (live)
3. Our Frank (live)
4. The Loop (live)
5. King Leer (live)
6. Sister I'm A Poet (live)
7. Piccadilly Palare (live)
8. Driving Your Girlfriend Home (live)
9. Interesting Drug (live)
10. We Hate It When Our Friends Become Successful (live)
11. Everyday Is Like Sunday (live)
12. My Love Life (live)
13. Pashernate Love (live)
14. The Last Of The Famous International Playboys (live)
15. Asian Rut (live)
16. Angel, Angel, Down We Go Together (live)
17. Suedehead (live)
18. Disappointed (live)

## Formazione
- Morrissey – voce
- Alain Whyte - chitarra
- Boz Boorer – chitarra
- Gary Day – basso
- Spencer Cobrin– batteria